# باتريشيا دانيش
باتريشيا دانيش (ولد في 21 أبريل 1978 هي لاعبة كرة طائرة كرواتية متقاعدة. كانت تلعب لصالح المنتخب الوطني الكرواتي لكرة الطائرة للسيدات . 
تنافست مع المنتخب الوطني في الألعاب الأولمبية الصيفية لعام 2000 في سيدني، أستراليا، وحصلت على المركز السابع. 

## روابط خارجية
- باتريشيا دانيش على موقع أوليمبيديا (الإنجليزية)

- الملف الشخصي في sports-reference.com
- http://www.cev.lu/Competition-Area/MatchPage.aspx؟mID=15841&ID=366
- http://www.todor66.com/volleyball/Olympics/Women_2000.html
- http://www.faz.net/aktuell/sport/volleyball-bundesliga-schwerins-frauen-vor-dem-titel-hattrick-138024.html